# جب الشامی
جب الشامی (به عربی: جب الشامی) یک روستا در سوریه است که در استان حمص واقع شده‌است. جب الشامی ۳۵ نفر جمعیت دارد.